# 6345 Хідео
6345 Хідео (6345 Hideo) — астероїд головного поясу, відкритий 5 січня 1994 року.
Тіссеранів параметр щодо Юпітера — 3,191.